# Áo mưa

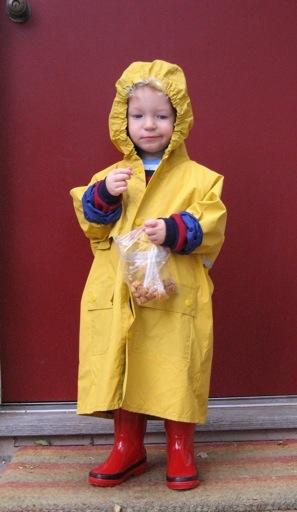
Một chiếc áo mưa đang mặc trên người đứa trẻ

Áo mưa là một loại quần áo chống thấm nước, bảo vệ cơ thể khi thời tiết xấu hoặc tránh mưa. 
Một chiếc áo mưa có thể dùng thay thế chiếc ô (dù).